# 王继柔
王继柔（？—942年9月27日），五代十国時期光州固始县（今河南省固始县）人，閩國景宗王曦的侄子。
永隆四年八月十五日（942年9月27日），闽国皇帝王曦在九龙殿大宴群臣。王继柔不能饮酒，王曦强迫他喝。王继柔暗中用杯勺把酒减少，王曦发现后大怒，将王继柔连同賛酒客将一并处决。